# Elaeocarpus dinagatensis
Espèce
Statut de conservation UICN

 VU D2 : Vulnérable
Elaeocarpus dinagatensis est une espèce de plantes de la famille des Elaeocarpaceae.

## Publication originale
- Journal of the Arnold Arboretum 32(2): 162–163. 1951.